# Owensboro
Owensboro é uma cidade do estado americano do Kentucky.
É a cidade natal do campeão mundial de MotoGP Nicky Hayden e do ator Johnny Depp.

## Geografia
De acordo com o United States Census Bureau, a cidade tem uma área de 52,9 km², onde 49,4 km² estão cobertos por terra e 3,4 km² por água.

## Demografia
Segundo o censo nacional de 2010, a sua população é de 57 265 habitantes e sua densidade populacional é de 1 158,21 hab/km². É a quarta cidade mais populosa do Kentucky. Possui 26 072 residências, que resulta em uma densidade de 527,32 residências/km².